# Tuberenes robustipes
Tuberenes robustipes är en skalbaggsart som först beskrevs av Maurice Pic 1939.  Tuberenes robustipes ingår i släktet Tuberenes och familjen långhorningar. Inga underarter finns listade i Catalogue of Life.